# Ара Фрочела (Фрозиноне)
Ара Фрочела је насеље у Италији у округу Фрозиноне, региону Лацио.
Према процени из 2011. у насељу је живело 18 становника. Насеље се налази на надморској висини од 393 м.